# 日本語教育の推進に関する法律
日本語教育の推進に関する法律（にほんごきょういくのすいしんにかんするほうりつ、令和元年6月28日法律第48号）は、日本語を話せない外国人および日本人への日本語教育の推進に関する法律である。日本語教育推進法として呼ばれることもある。
第198回国会において成立し、その一週間後に施行された。

## 概要
在留外国人や日本語を母語としない児童の増加とともに言語保障としての日本語教育の必要性が増し、2000年代半ばから日本語教育保障法研究会や日本語教育学会による立法運動が始まった。
2016年に超党派による日本語教育推進議員連盟が発足し、議員立法により本法が制定された。本法では、国や企業に外国人が日本語を習得できるようにするための支援の義務付けや方針の策定について示されている。
また、本法の制定と同時期に発覚した東京福祉大学の留学生の所在が不明になった出来事も含め、かねてより指摘されていた日本語教育機関の体制問題については、日本語教育機関の適格性を確認する制度の整備を図ることを附則に定め、2023年の日本語教育の適正かつ確実な実施を図るための日本語教育機関の認定等に関する法律（日本語教育機関認定法）の成立、日本語学校の認定制度と登録日本語教員制度の創設につながっていく。

## タイムライン
- 2019年
  - 5月28日 衆議院で可決[2]
  - 6月21日 参議院で可決[2]
  - 6月28日 公布・施行[2]
  - 11月22日 同法律第二十七条二項に基づき「日本語教育推進関係者会議」が開催される[6]
- 2020年
  - 6月23日「日本語教育の推進に関する施策を総合的かつ効果的に推進するための基本的な方針」が閣議決定される[7]

## 構成
- 第一章 総則（第一条 - 第九条）
- 第二章 基本方針等（第十条 - 第十一条）
- 第三章 基本的施策 
  - 第一節 国内における日本語教育の機会の拡充（第十二条 - 第十七条）
  - 第二節 海外における日本語教育の機会の拡充（第十八条 - 第十九条）
  - 第三節 日本語教育の水準の維持向上等（第二十条 - 第二十三条）
  - 第四節 日本語教育に関する調査研究等（第二十四条 - 第二十五条）
  - 第五節 地方公共団体の施策（第二十六条）
- 第四章 日本語教育推進会議等（第二十七条 - 第二十八条）
- 附　則

## 用語
第二条の定義より条文内において
- 外国人等とは、日本語に通じない外国人及び日本の国籍を持つ人のことをいう。
- 日本語教育とは、外国人等が日本語を習得するために行われる教育等のことをいう。

## 内容

### 第一章 総則
第一条この法律の目的が記されている。
第二条法律の条文内の用語の定義がされている。
第三条日本語教育の推進についての基本理念について記されている。
第四条国に対し前条の基本理念にのっとり、日本語教育の推進に関する施策を策定、実施する責務があることを規定。
第五条地方公共団体にも、国との役割分担を踏まえて前条の通りの責務があることを規定。
第六条外国人等を雇用する事業主に対し、基本理念にのっとり、国・地方公共団体が実施する施策に協力するとともに、雇用する外国人等とその家族にへの日本語学習の機会の提供および支援に努めるものと規定。
第七条
一国・地方公共団体に、関係省庁、日本語教育を行う機関（日本語学校、専門学校など）、外国人等を雇用する事業主、外国人等の生活支援を行う団体等の相互間の連携の強化など体制の整備に努めると規定。
二国に、独立行政法人国際交流基金、日本語教育を行う機関、諸外国の行政機関及び教育機関等との連携の強化などの体制の整備に努めるものと規定。
第八条政府に、日本語教育の推進に必要な法制上・財政上の措置を講ずることを義務付けている。
第九条政府に、日本語教育の状況及び政府が日本語教育の推進に関して講じた施策に関する資料を作成し、随時公表することを義務付けている。

### 第二章 基本方針等
第十条政府に、日本語教育の推進に関する施策を総合的かつ効果的に推進するための基本的な方針（以下「基本方針」）を定めることを義務付け。
第十一条地方公共団体は、基本方針を参酌し、その地域の実情に応じ、その地方公共団体における日本語教育の推進に関する施策を推進する基本的な方針を定めるよう努めるものと規定。

### 第三章 基本的施策

#### 第一節 国内における日本語教育の機会の拡充
第十二条
一国に、外国人等である幼児、児童、生徒等に生活に必要な日本語や指導等の充実等の充実を図るため、指導等の充実を可能とする教員等に係る制度の整備、養成及び研修の等の施策を講ずるものと規定。
二国は、外国人等である幼児、児童、生徒等が生活に必要な日本語を習得することの重要性についてのその保護者への啓発活動を行うよう努めるものと規定。
第十三条
一国は、大学・大学院に在学する外国人留学生等であって日本語の能力を必要とする職業に就くこと、国内で教育研究を行うこと等を希望する人に対して就業、教育研究等に必要な日本語を習得させるための日本語教育の充実を図るための施策を講ずるものと規定。
二国は、外国人留学生等（大学及び大学院に在学する者を除く。）であって日本語能力を必要とする職業に就くか日本国内で進学することを希望する人に対し就業又は進学に必要な日本語を習得させるための教育の充実を図るための施策を講ずるものと規定。
第十四条
一国は、事業主が雇用する技能実習生以外の外国人等に対し、日本語学習の機会を提供し、研修等により専門分野に関する日本語教育の充実を図ることができるよう、必要な支援を行うものと規定。
二国は、事業主等が技能実習生に対し日本語能力の向上の機会を提供することができるための支援を行うものと規定。
三国は、定住者等が就労に必要な水準の日本語を習得することができるための施策を講ずるものと規定。
第十五条国は、出入国管理及び難民認定法に基づき難民の認定を受けている外国人とその家族、外国で一時的に庇い護された外国人で政府の方針により国内に受け入れた外国人が定住に必要な日本語を習得できるための施策を講ずるものと規定。
第十六条国に、地域における日本語教育の機会の拡充を図るための施策を講ずるものと規定。
第十七条国は、外国人等に対する日本語教育についての国民の理解と関心を深めるよう、広報活動の充実等の必要な施策を講ずるものと規定。

#### 第二節 海外における日本語教育の機会の拡充
第十八条
一国に対し、各国での日本語教育の状況に応じて、現地の日本語教育に関する体制及び基盤の整備の支援、海外で日本語教育に従事する者の養成や教材（インターネットを通じて提供されるものを含む）の開発、提供およびその支援、海外で日本語教育を行う教育機関の活動及び日本語を学習する者の支援等必要な施策を講ずるよう努めるものと規定。
二国に対し、日本への留学を希望する外国人等が国内の大学等で教育を受けるために必要な水準の日本語を習得することができるよう、必要な施策を講ずるものと規定。
第十九条国に対し、海外に在留する邦人の子どもや海外に移住した邦人の子孫等のために日本語教育を支援する体制の整備等の必要な施策を講ずるものと規定。

#### 第三節 日本語教育の水準の維持向上等
第二十条国に、日本語教育を行う機関に従事する者に対する研修の機会の確保の促進等の必要な施策を講ずるものと規定。
第二十一条
一国に、日本語教育に従事する者の養成及び研修体制の整備、国内の日本語教師資格に関する仕組みの整備、日本語教師の養成に必要な高度かつ専門的な知識及び技能を有する者の養成等の必要な施策を講ずるものと規定。
二国に、海外における日本語教育の水準の維持向上を図るため、外国人日本語教師の海外での養成を支援するために施策を講ずるよう努めるものと規定。
第二十二条国に、各個人の日本語能力に応じた教育が行われるための必要な施策を講ずるものと規定。
第二十三条国に、日本語能力の評価方法の開発等の必要な施策を講ずるものと規定。

#### 第四節 日本語教育に関する調査研究等
第二十四条国に対し、日本語教育の実態（海外のものを含む）、効果的な日本語教育の方法、試験等の日本語能力の適切な評価方法等について、調査研究、情報の収集及び提供等の施策を講ずることを規定。
第二十五条国に対し、外国人等が必要な日本語教育に関する情報を集約し、 集約した情報についてインターネットを通じて閲覧できるようにするための措置、相談体制の整備に関する助言等の施策を講ずることを規定。

#### 第五節 地方公共団体の施策
第二十六条地方公共団体に、国の施策を勘案し、その地方公共団体の地域の状況に応じた日本語教育の推進のために必要な施策を実施するよう努めるものと規定。

### 第四章 日本語教育推進会議等
第二十七条
一政府に、日本語教育推進会議を設けるものと規定。
二関係行政機関は、日本語教育の関係者によって構成される日本語教育推進関係者会議を設け、意見を聴くものと規定。
第二十八条地方公共団体は、条例で定めるところにより、審議会その他の合議制の機関を置くことができるとしている。